# Venezolana de Televisión
Venezolana de Televisión sau VTV este un canal de televiziune din Venezuela, înființat în anul 1964.